# 이차돈 (드라마)
《이차돈》은 1987년 5월 5일에 KBS 1TV에서 방영된 부처님 오신 날 특집드라마이다. 신라 시대 불교의 순교자인 이차돈의 고결한 정신을 그린 특집 드라마이다.

## 제작진
- 연출: 이종한
- 극본: 김운경

## 등장인물
- 김기복: 이차돈 역
- 반효정: 이차돈 모친 역
- 선우은숙: 이향아 역
- 박근형: 법흥왕 역
- 이종만
- 남일우: 공목 역
- 김영애: 보도부인 역
- 김성원: 이사부 역
- 최선자: 제관 역
- 김봉근: 알공 역
- 이승호
- 이필훈: 운봉 역
- 김갑수: 혜량 역
- 김유행
- 안병경: 내관 역
- 서학
- 문창길: 이차돈 부장 역
- 조정국
- 김경하
- 안대용: 거칠부 역
- 김종구: 노인 역
- 남성식
- 전병옥
- 백찬기
- 김윤형: 이차돈 상관 역
- 윤성국
- 차기환
- 신종섭: 공목 부하 역
- 이제신
- 최우백
- 장순국
- 이계영
- 이영수
- 서동영
- 류대성
- 김진오
- 이배국
- 함원영